# دیوید رولند (طراح صنعتی)
دیوید رولند (به انگلیسی: David Rowland)؛ (زادۀ ۱۲ فوریهٔ ۱۹۲۴ میلادی – درگذشتۀ ۱۳ اوت ۲۰۱۰ میلادی) یک طراح صنعتی اهل آمریکا بود که به دلیل اختراع صندلی ۴۰/۴ مورد توجه قرار گرفت. این صندلی اولین صندلی فشردۀ قابل انباشت است که اختراع شد، و قابلیت چیدن ۴۰ صندلی روی هم را به ارتفاع ۴ فوت (۱۲۰ سانتی‌متر) دارد.